# Moni Grégo
 (décembre 2018).
Si vous disposez d'ouvrages ou d'articles de référence ou si vous connaissez des sites web de qualité traitant du thème abordé ici, merci de compléter l'article en donnant les références utiles à sa vérifiabilité et en les liant à la section « Notes et références ».
Moni Grégo est une dramaturge, metteur en scène, auteur et actrice française née le 12 avril 1948 à Alès (Gard).

## Biographie
Moni Grégo, sétoise, est née d’un père corse et cévenol et d’une mère d’origine espagnole. Mère à 16 ans, elle épouse le réalisateur Claude Timon-Gaignaire et vit en Algérie de 1964 à 1966, puis en Tunisie de 1966 à 1968 où elle obtient son bac au Lycée Carnot de Tunis. Elle a passé son enfance et son adolescence entre Sète (Hérault) et Chandolas (Ardèche). Elle vit à Paris dès 1968. Elle a deux enfants, Laurence et Jean, et plusieurs chats.
Dramaturge, elle a écrit plus de cinquante pièces pour le théâtre, dont la plupart ont été créées dans des Théâtres nationaux, des Centres dramatiques, des Scènes nationales, en France comme à l'étranger. De nombreux textes ou articles, éditoriaux, sont parus dans des ouvrages collectifs, des revues, plaquettes, etc. Écrivain de dialogues et de scénarios, elle a obtenu des Aides à l'Écriture et à la Création du Ministère de la Culture, du Centre National du Livre. Elle a résidé comme auteur, à plusieurs reprises, à la Chartreuse de Villeneuve-lès-Avignon.
Actrice formée au Conservatoire de Sète, à l’École de Jean Deschamps (CDN) à Sète. Puis étudiante à L'IET de Censier Sorbonne Paris III avec Bernard Dort, Michel Corvin, Georges Banu, Patrice Pavis, Anne Ubersfeld... Et la transmission de Moshe Feldenkrais, Yoshi Oïda, Ludwik Flaszen, Tania Balachova… elle débute professionnellement dans les années 1970 au Théâtre National de Strasbourg.
Elle est aussi metteur en scène, vidéaste. Diplômée du C.A. et du D. E. de professeur de théâtre, elle anime des ateliers, des stages de formation, des master classes, dans des Universités, des Écoles de théâtre, en milieu scolaire, psychiatrique, carcéral, dans des Foyers, des bibliothèques, ou la rue. Compagne de l'acteur Yves Ferry à partir de 1977, elle crée à la demande de Bernard-Marie Koltès "La nuit juste avant les forêts" au Petit TEP à Paris, puis à La Rose des Vents Scène Nationale de Villeneuve d’Ascq et au Centre Dramatique du Nord à Lille. Metteur en scène, elle dirige la Compagnie Théâtrale de la Mer (compagnie subventionnée puis conventionnée par le Ministère de la Culture pendant 25 ans). Elle est l’une des seules femmes de sa génération en France, sinon la seule, à être à la fois actrice, auteur, metteur en scène et à la direction d’une Cie Théâtrale conventionnée par le Ministère de la Culture. Amoureuse des mots et des formes, chacune de ses créations invente son processus, son évidence, toujours nouvelle. Elle a voyagé avec des spectacles en Europe, au Japon, au Québec, dans les pays du Maghreb, aux États-Unis...
Le 25 juin 2020, elle est élue au Conseil de surveillance de la Société des auteurs et compositeurs dramatiques (SACD) en tant que représentante des auteurs de spectacle vivant.
Elle vit actuellement entre Sète et Paris.

## Filmographie

### Cinéma
- 1969 : Le Roumi de Férid Boughedir
- 1969 : La Chair à canon de Michel Van Zèle
- 1973 : J'fais du pouce de Gabriel Auer, court-métrage
- 1973 : La Jeune fille aux étangs de Claude Timon-Gaignaire
- 1974 : La Pente douce de Claude d'Anna
- 1975 : De quoi s'agit-il ? de Michel Varésano
- 1979 : Le Næevus de Marie Manet, court-métrage
- 1982 : Le Naissin de Claude Timon-Gaignaire
- 1983 : Danton d'Andrzej Wajda
- 1983 : L'Enfant des dunes de Claude Timon-Gaignaire
- 1983 : Agde Agathe de Robert Nardone, court-métrage
- 1984 : Une touche de bleue de Claude Timon-Gaignaire
- 1984 : Agopol de Robert Nardone
- 1986 : Mauvais Sang de Leos Carax
- 1986 : Portrait d'artiste de Robert Nardone
- 1988 : Les Surprises de l'amour de Caroline Chomienne
- 1992 : Les Enfants du diable de Claude Gaignaire
- 2009 : Braco de Lewis Cuthbert-Ashton, court-métrage
- 2016 : In extemis de Michel Gayraud
- 2023 : Rebecca de Gérard Corporon, Court métrage.

### Télévision
- 1972 : Portés disparus de Joël Santoni
- 1973 : L'Équipée bizarre au cirque Basile de Jacques Sorkine
- 1973 : Les Cinq Dernières Minutes, épisode Un gros pépin dans le chasselas de Claude-Jean Bonnardot
- 1974 : L'Accusée, série télévisée de Pierre Goutas
- 1974 : Bergeval et fils de Henri Colpi
- 2014 : Candice Renoir, épisode Les absents ont toujours tort d'Olivier Barma
- 2024 : Demain nous appartient, série TF1, réalisation Vincent Giovanni.

## Publications

### Théâtre
- Quelque chose à quelqu'un, Paris, Faut voir, 1990 (ISBN 2907624040)
- Un aller simple, Paris, Club Stendhal, 1993
- Aurora, Paris, Chèvrefeuille étoilé, 2001
- Petite fleur, Vitry, Gare au Théâtre, 2002
- La plus grande pièce du monde, Paris, L'Amandier, 2002
- Les sœurs d'Icare, Paris, L'Amandier, 2005
- Un éclair entre deux éclipses, Paris, L'Harmattan, 2007
- Au commencement étaient les ombres, Paris, L'Harmattan, 2009
- Oh my lady Marylin, Mont-de-Marsan, Éditions théâtrales du grand sud-ouest, 2012
- Un père pied-noir, Paris, L'Harmattan, 2012
- Un rêve qui veille, Mont-de-Marsan, Éditions théâtrales du grand sud-ouest, 2014
- Strindberg et Siri jouent Mademoiselle Julie, Mont-de-Marsan, Éditions théâtrales du grand sud-ouest, 2016
- Les enfants du Sphinx, Pézenas, Domens, 2016
- L'ultime scène, Le Revest-les-eaux, Les cahiers de l'égaré, 2017
- La traversée, Pézenas, Domens, 2018

### Roman
- Les trente glorieuses ne le furent pas pour nous, Sinope, 2022 (ISBN 978-2-494195-00-4)
- Passages en terres du Sud, Éditions Sansouire.

## Mises en scène
- 1971 : L’exorciste de Notre-Dame, court-métrage École pratique des hautes études, Paris, avec Jean Rouch
- 1973 : Des mots sur les planches, Scène nationale de Sète, Scène nationale de Châtillon
- 1977 : La nuit juste avant les forêts de Bernard-Marie Koltès avec Yves Ferry, Scène nationale de Villeneuve d’Ascq, Théâtre Salengro, Centre dramatique national  de Lille
- 1977 : La nuit juste avant les forêts de Bernard-Marie Koltès avec Yves Ferry, Scène nationale de Villeneuve d’Ascq, Théâtre Salengro - Centre dramatique national  de Lille
- 1977 : Jeanne H.L.M. Long métrage Production VAL - Montpellier et  GREC - CNC Paris
- 1980 : Les Basses Terres de Moni Grégo, Théâtre Populaire de Lorraine et Centre Dramatique National Thionville – Longwy - Metz
- 1980 : L’Antigone de Moni Grégo d’après Sophocle, Théâtre Salengro Centre Dramatique national de Lille
- 1983 : Yes, peut-être de Marguerite Duras, Théâtre des Déchargeurs, Paris
- 1984 : Les Biscuits d’Alice de Françoise Barret et Catherine Zambon, d’après Gertrude Stein, Théâtre du Marais, Paris.
- 1984 : Regarde Les Femmes Passer de Yves Reynaud, Théâtre de La Chandelle, Lille
- 1985 : Événements regrettables de Yves Reynaud, Scène nationale de Poitiers et Théâtre 14, Paris
- 1986 : Célébration du 74 juste avant sa fin de Moni Grégo, Centre Dramatique national de Gennevilliers
- 1987 : Entre deux de Moni Grégo, Théâtre Le Palindrome, Paris
- 1988 : Je t’aime toujours !… plus ou moins de Yves Reynaud, Théâtre de Boulogne sur Mer
- 1988 : Duras Stein Toklas de Marguerite Duras, Françoise Barret, Gertrude Stein, Catherine Zambon, Théâtre Le Palindrome, Paris
- 1989 : La réunion des amours et La joie imprévue de Marivaux, Théâtre de l’Athénée Louis Jouvet, Paris et Teatro Niccolini e La Bottega deVittorio Gassman, Florence
- 1989 : Les amants imaginaires de Moni Grégo, Festival d’Avignon, Scènes Nationales La Coupole Melun-Sénart et Sète
- 1989 : Quelques souvenirs parmi tant d’autres de Étienne Ferry, Théâtre de Grigny
- 1991 : Les étoiles de Mer de Moni Grégo, Décanale Saint-Louis, Sète
- 1994 : Temps de parole de Moni Grégo, Centre Dramatique National Théâtre du Campagnol, Corbeil-Essonnes et Théâtre de l’Espace Hérault, Paris
- 1994 : Hommage à Henri Alekan de Moni Grégo avec Andrzej Zulawski, Centre dramatique national, Poitiers
- 1995 : Banquet de paroles de Moni Grégo, Scène nationale de Blois
- 1995 : Extinctions de voix de Moni Grégo, Théâtre de la Tempête, Cartoucherie de Vincennes, Festival d'Avignon Cloitre Saint-Louis
- 1996 : Neuf mois pour moi de Michel Gendarme, Théâtre de la Mer Jean Vilar, Sète. Théâtre de la Vache Cruelle, Périgueux
- 1996 : Rires de crise et Crises de ririresde Moni Grégo, Théâtre de la Mer Jean Vilar, Sète
- 1997 : La nuit juste avant les forêts de Bernard-Marie Koltès Avec Yves Ferry, Théâtre de la Mer Jean Vilar, Sète et Festival d’Avignon.
- 1997 : Pas moi de Samuel Beckett, Théâtre de la Mer Jean Vilar, Sète, et Festival d’Avignon
- 1997 : La nuit juste avant les forêts de Bernard-Marie Koltès, Avec Yves Ferry. Texte japonais de Ryuko Saeki, Théâtre Sétagaya, Tokyo.
- 1998 : En attendant Godot de Samuel Beckett, Théâtre de la Mer Jean Vilar, Sète et Festival d’Avignon
- 1999 : La valse  Comédie musicale pour 18 acteurs danseurs, chanteurs, de Moni Grégo, Musique de Jean-Marie Sénia, Chorégraphie de Lila Greene, Théâtre des Pénitents Blancs, Festival Les Hivernales, Avignon
- 1999 : Les limites du supportable de Moni Grégo, Clandestins du Théâtre du Colibri, avec Marie Christine Barrault, Yves Ferry, Jean-Marie Sénia, Festival d’Avignon
- 1999 : Dire Guyotat de Pierre Guyotat, Théâtre du Colibri, Festival d’Avignon
- 2000 : Un jour la paix, un jour la guerre de Michel Gendarme, Théâtre de la Vache Cruelle, Périgueux
- 2000 : Dire Jean-Claude Grumberg de Jean-Claude Grumberg, Auditorium Antonin Artaud, Ivry
- 2001 : Sète et Vilar… C’était Vilar ! de Moni Grégo, avec Marie Christine Barrault, Yves Ferry, Gabriel Monnet… [Scène Nationale de Sète]
- 2002 : Koltès Solitudes de Moni Grégo, Théâtre Essaïon, Paris
- 2002 : D’Amsterdam à Göttingen de Moni Grégo, Barbara, Jacques Brel, avec Anne Péko, Festival d’Avignon
- 2002 : Carte blanche à Moni Grégo de Moni Grégo, Yan Allegret, Stéphanie Masson, Jean-Marie Pérez, Yves Reynaud...] avec Marie-Christine Barrault, Alex Beaupain, Claude Degliame, Yves Ferry, Jean-Christian Grinevald… Théâtre du Rond-Point, Paris
- 2003 : Saleté de Robert Schneider, Scène nationale de Sète, Centre Dramatique National de Besançon, Printemps des Comédiens, Montpellier, Grande halle de la Villette, Paris
- 2003 : La faute à la vie de Maryse Condé. Avec Yves Ferry, Firmine Richard Théâtre du Verbe Incarné, Festival d’Avignon
- 2004 : Tables et Fables de Moni Grégo, Scène nationale de Sète
- 2004 : La servante et le brigadier de Moni Grégo, Scène nationale de Sète
- 2005 : La peau et les os de Moni Grégo d’après Georges Hyvernaud, Centre dramatique national Besançon, Scène Nationale de Sète
- 2006 : Strindberg et Siri jouent Mademoiselle Julie de Moni Grégo d’après August Strindberg, Scène nationale de Sète
- 2006 : La voix de Jeannede Moni Grégo, en hommage à Gabriel Monnet, Conservatoire du Grand Avignon, Festival d’Avignon
- 2007 : Dire Beckett. Textes de Samuel Beckett :Premier amour, Berceuse, Pas Moi, avec Yves Ferry, François Négret Aire Falguière, Paris
- 2008 : Au commencement étaient les ombres de Moni Grégo, Théâtre de Valdegour, Nîmes
- 2008 : Triptyque Koltès" Textes de Bernard-Marie Koltès : La nuit juste avant les forêts, Dans la Solitude des champs de coton, TabatabaThéâtre Pierre Tabard, Montpellier
- 2009 : Tous les hommes naissent… de Moni Grégo, Théâtre de Verdure, Balaruc
- 2009 : La diva dans tous ses états de Moni Grégo, Théâtre André Malraux, Grigny
- 2009 : Triptyque Beckett Textes de Samuel Beckett : La dernière bande,Berceuse,Pas Moi, Théâtre Pierre Tabard  Montpellier
- 2010 : L’étranger, adaptatioan de Moni Grégo d’après Albert Camus, Théâtre Beaubourg Centre Pompidou,Paris
- 2010 : J’extravague, Spectacle musical - Anne Péko chante la mer - Théâtre Essaïon, Paris
- 2011 : L’étranger adaptation de Moni Grégo d’après Albert Camus Théâtre Denise-Pelletier, Montréal - Québec
- 2011 : Don Juan Révolution adaptation de Moni Grégo d’après Molière et Da Ponte. Festival Molière dans tous ses éclats, Pézenas
- 2012 : Comètes, planètes et Galaxies adaptation de Moni Grégo, d’après Le Petit Prince de Saint-Exupéry, Scène nationale de Sète
- 2013 : Hola Pablo Neruda !adaptation de Moni Grégo, d’après Pablo Neruda, Festival des Voix Vives de la Méditerranée, Château d’Eau Parc Simone Veil - Sète
- 2013 : Degas danse dessin" adaptation de Moni Grégo, d’après Paul Valéry, Musée Paul Valéry, Sète.
- 2015 : Amy is in black de Moni Grégo, Le Bateau Lavoir, Paris
- 2016 : Sète sonne en nos étés de Moni Grégo, Salle de la Macaronade, Sète
- 2017 : Camus l’Africain Adaptation d’après Camus. Et  le texte de Moni Grégo : Un père pied-noir Institut Français d’Alger et tournées en France
- 2018 : Dire Vilar Adaptation de Moni Grégo d’après le texte Je me suis régalé de Bruno Putzulu et Philippe Noiret  Avec Yves Ferry et Bruno Putzulu Musée Paul Valéry, Sète
- 2020 : Camus l’Africain Adaptation d’après Camus. Et  le texte de Moni Grégo : Un père pied-noir Festival des Voix Vives de la Méditerranée, Jardins du Château d’Eau - Parc Simone Veil – Sète.
- 2021 : Heureux qui comme eux lisent Brassens de Moni Grégo. Avec Yves Ferry, Denis Lavant. Scène du Bateau-Phare Le Roquerols, Quai du Maroc - Sète.
- 2021 : Cent ans et l’Étang avec Brassens de Moni Grégo. Théâtre du Piano-Tiroir, Balaruc
- 2022 : Dire Boby Lapointe de Moni Grégo, autour de Boby Lapointe Musée Boby Lapointe, Pézenas, et Festival des Voix Vives de la Méditerranée, Place du Pouffre - Sète
- 2023 : Cabaret Populaire de Moni Grégo, Le Connétable, Paris et Théâtre de la Maison du Peuple, Balaruc
- 2023 : Jacqueline, Angèle, Barbara Adaptation de Moni Grégo d’après Philippe Minyana, Théâtre de la Maison du Peuple, Balaruc
- 2024 : Cabaret Populaire de Moni Grégo, Le Zanzibar, Sète
- 2024 : Mille et trois femmes de Moni Grégo, à partir du personnage et du mythe de Don Juan. Théâtre de la Maison du Peuple, Balaruc

AUTRES MISES EN SCÈNE
- 1975 : La ballade du pauvre V.V., Création Théâtrale. M. en S. Claude Gaignaire, Scènes Nationales,Sète et Chatillon.
- 1979 : Noël Bloc, Création Théâtrale. M. en S. Robert Nardone, Captation Vidéo CRNRS. Festival International de Nancy.
- 1985 :  Un aller simple, Création Théâtrale. M. en S. Jacques Baillon, Théâtre National de l’Odéon, Paris.
- 1986 : Cadavres exquis, Création Théâtrale. M. en S. Martine Drai, Théâtre Romain Rolland,Villejuif.
- 1987 : Black out", Création Théâtrale. M. en S. Yves Ferry, Théâtre National de l’Odéon, Paris.
- 1990 : Les petites peurs, Création Théâtrale. M. en S. Yves Ferry, Théâtre de l’Espace Hérault, Paris.
- 1991 : Les petites peurs, Création Théâtrale. M. en S. Richard Mitou, Théâtre de la Mer Jean Vilar, Sète et Scène Nationale de Valence.
- 1991 : Le jardin Création Théâtrale, M. en S. Marie-Claude Morland, Théâtre du Trèfle, Poitiers, Festival d'Avignon, et Dramatique sur France Culture.
- 1992 : La Piquée du Bosphore" et "Edmée, Création Théâtrale. M. en S. Marie-Claude Morland, Scène nationale, Poitiers.
- 1993 : La Vie est Diverse, Création Théâtrale. M. en S. Véronique Widock, Théâtre Paul Éluard, Bezons. * 1993 : Le Bal Masqué, Création Théâtrale. M. en S. Catherine Boskovicz, Théâtre Paul Éluard, Bezons,
- 1994 : Noir Paris avec David Légitimus. Création Théâtrale. M. en S. Redjep Mitrovitsa, Hôpital éphémère, Paris et Tournée Internationale.* 1994 : La Femme Ecrivain, Création Théâtrale. M. en S. Roland Fichet, Théâtre de la Folle Pensée, Saint-Brieuc.
- 1994 : Mademoiselle Julie, Traduction-adaptation d'après Strindberg, Création Théâtrale. M. en S. Yves Ferry, Théâtre de l’Espace Hérault, Paris et Théâtre du Colibri, Festival d’Avignon.
- 1996 : Les Sentinelles, Création Théâtrale. M. en S. Christophe Bident, Festival de Nogent et Théâtre de la Tête Noire,Orléans et Festival d’Avignon.
- 1996 : Cabaret Littéraire chez Germaine, Création Théâtrale. M. en S. Jezabel d’Alexis, Chapelle des Pénitents gris, Festival d’Avignon
- 1997 : Voix dans le noir, Création Théâtrale. M. en S. Commandos d’écriture. Avec : Nabil Elazan, Madeleine Laïk, Patrick Michaëlis, Dominique Proust, Théâtre de la Tempête, Cartoucherie de Vincennes,Cloître Saint-Louis, Festival d’Avignon, Centre national du livre, Paris.
- 1997 : Reproductions, Création Théâtrale. M. en S. Jean O’Cottrell, Théâtre de la Tempête, Cartoucherie de Vincennes, Paris.
- 1997 : Ce mal Étrange, Création Théâtrale. M. en S. Anna Abril, Théâtre de l’Escalier des Doms, Festival d’Avignon.
- 1998 : L'Origine du Monde, Création Théâtrale. M. en S. Patrick Michaëliset Yves Reynaud, Théâtre de l’Agora, Scène Nationale, Évry.
- 2001 : Aurora, Création Théâtrale. M. en S. Jocelyne Carmichael, Théâtre de la Jetée, Montpellier.
- 2002 : Petite Fleur, Création Théâtrale. M. en S. Mohamed Guellati, Gare au théâtre, Vitry-sur-Seine,Forum des Images et Pont des Arts, Paris.
- 2002 : Berceuse pour une étrangère enceinte et Chanson de Guigui Création Théâtrale. M. en S. Yves Ferry,pou  La plus grande pièce du monde, Théâtre du Rond-Point, Paris.
- 2002 : Kantik Opéra, Adaptation d’après Le Cantique des Cantiques. Création Théâtrale. M. en S. Mickaël Sabbah, Théâtre de Sèvres, Auditorium de Paris III Censier-Sorbonne, Paris.
- 2004 : L’épreuve du Feu, Création Théâtrale. M. en S. Dominique Guibbert, Théâtre de Colmar.
- 2007 : Les Dragons Création Théâtrale. M. en S. Lise Martin, La Maison du Dragon, Paris.
- 2015 : Insolence, Création Théâtrale. M. en S. Frédérique Pierson, Auditorium Claude Debussy, Paris.
- 2024 : Un poème pour Marilyn, Création Théâtrale. M. en S. Yves Ferry, Avec Marie Christine Barrault. Festival des Voix Vives de la Méditerranée, Sète.